# آنتونیو خوزه کاوانیلس
آنتونیو خوزه کاوانیلس (اسپانیایی: Antonio José Cavanilles‎؛ زاده ۱۶ ژانویهٔ ۱۷۴۵ درگذشته ۵ مهٔ ۱۸۰۴) یک گیاه‌شناس اهل اسپانیا بود.